# Grez (Oise)
Pour les articles homonymes, voir Grez.
Grez est une commune française située dans le département de l'Oise, en région Hauts-de-France.

## Géographie

### Localisation

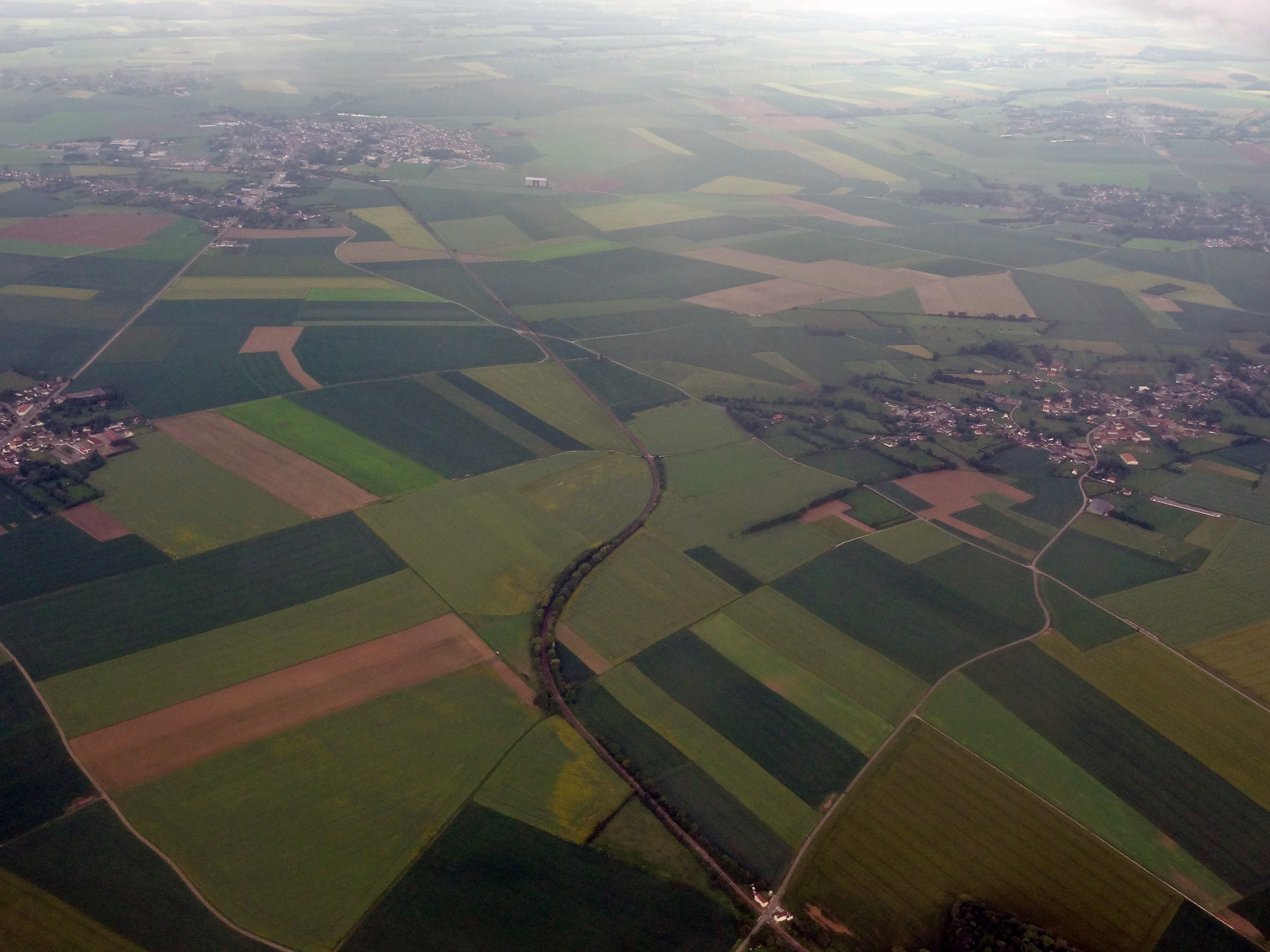
Vue aérienne de Grez en 2014

Grez est une commune rurale picarde du Beauvaisis, située à 4 km au sud-est de Grandvilliers, 26 km au nord-ouest de Beauvais et 35 km au sud-ouest d'Amiens.

Elle se trouve dans l'Aire d'attraction de Beauvais ainsi que dans sa  zone d'emploi, et dans le bassin de vie de Grandvilliers

### Communes limitrophes
Les communes limitrophes sont  Cempuis, Gaudechart, Le Hamel, Prévillers et Thieuloy-Saint-Antoine.
| Cempuis                |      | Le Hamel   |
| Thieuloy-Saint-Antoine | Grez |            |
| Gaudechart             |      | Prévillers |

### Géographie et relief
La superficie de la commune est de 5,86 km2 ; son altitude varie de 164  à   193 mètres. 
Louis Graves indiquait en 1840 que le territoire communal « constitue une plaine à-peu-près rectangulaire , légèrement inclinée vers le midi. Le chef-lieu, rapproché de la limite
nord est un grand village formé de plusieurs rues irrégulières étroites, sinueuses , à maisons espacées par des jardins ; on y remarque trois places gui semblent avoir- servi autrefois  de centre à des hameaux ou villages distincts ».

### Hydrographie

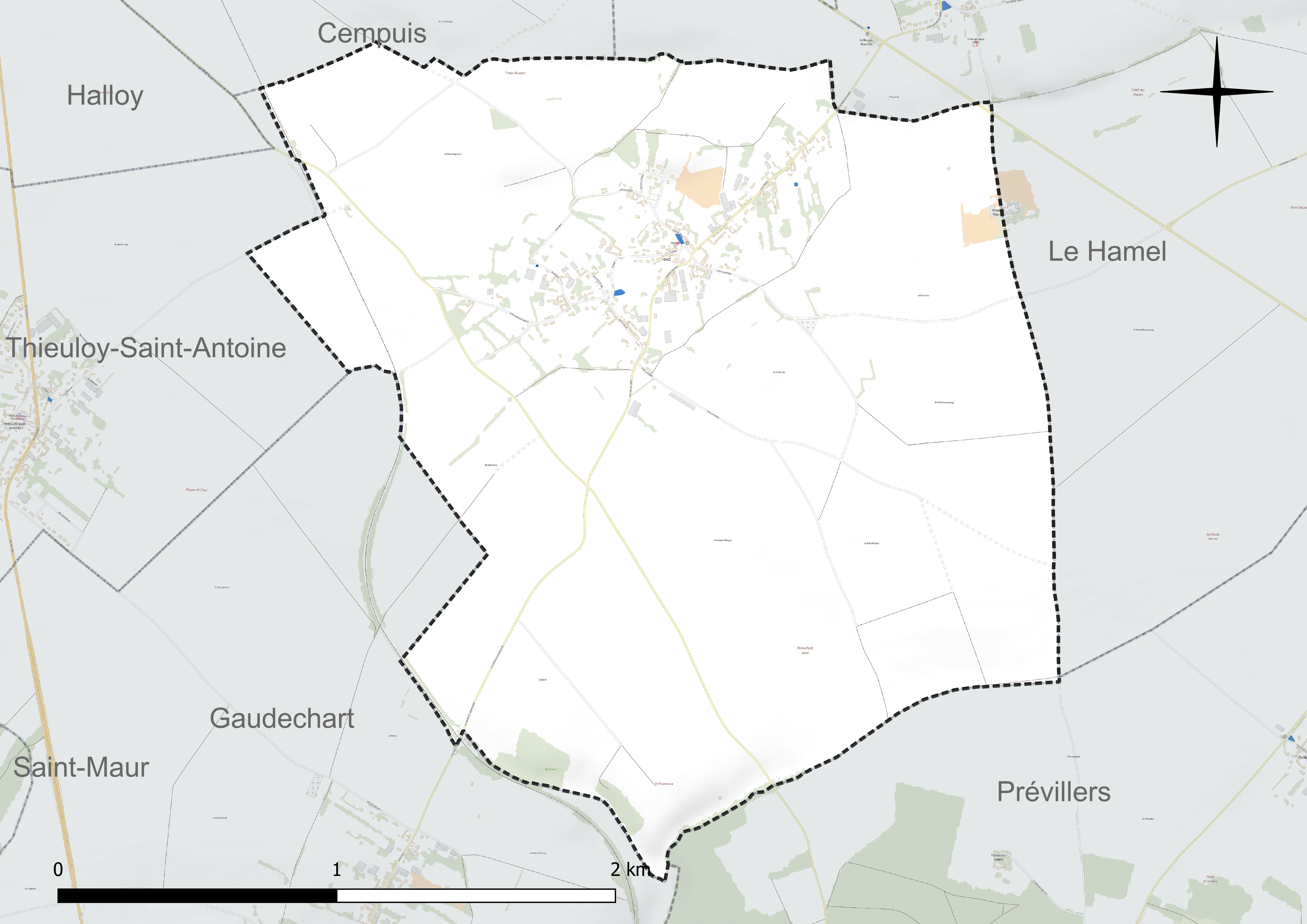
Réseau hydrographique de Grez.

La commune est traversée par la ligne de partage des eaux entre les bassins hydrographiques Artois-Picardie et Seine-Normandie. Elle n'est drainée par aucun cours d'eau.

### Climat
Pour des articles plus généraux, voir Climat des Hauts-de-France et Climat de l'Oise.
En 2010, le climat de la commune est de type climat océanique altéré, selon une étude du CNRS s'appuyant sur une série de données couvrant la période 1971-2000. En 2020, Météo-France publie une typologie des climats de la France métropolitaine dans laquelle la commune est exposée à un climat océanique et est dans une zone de transition entre les régions climatiques « Nord-est du bassin Parisien » et « Côtes de la Manche orientale ».
Pour la période 1971-2000, la température annuelle moyenne est de 9,9 °C, avec une amplitude thermique annuelle de 14,4 °C. Le cumul annuel moyen de précipitations est de 811 mm, avec 12,1 jours de précipitations en janvier et 8,7 jours en juillet. Pour la période 1991-2020, la température moyenne annuelle observée sur la station météorologique la plus proche, située sur la commune de Saint-Arnoult à 11 km à vol d'oiseau, est de 10,4 °C et le cumul annuel moyen de précipitations est de 797,2 mm,. Pour l'avenir, les paramètres climatiques de la commune estimés pour 2050 selon différents scénarios d'émission de gaz à effet de serre sont consultables sur un site dédié publié par Météo-France en novembre 2022.

## Urbanisme

### Typologie
Au 1er janvier 2024, Grez est catégorisée commune rurale à habitat dispersé, selon la nouvelle grille communale de densité à sept niveaux définie par l'Insee en 2022.
Elle est située hors unité urbaine. Par ailleurs la commune fait partie de l'aire d'attraction de Beauvais, dont elle est une commune de la couronne,. Cette aire, qui regroupe 162 communes, est catégorisée dans les aires de 50 000 à moins de 200 000 habitants,.

### Occupation des sols

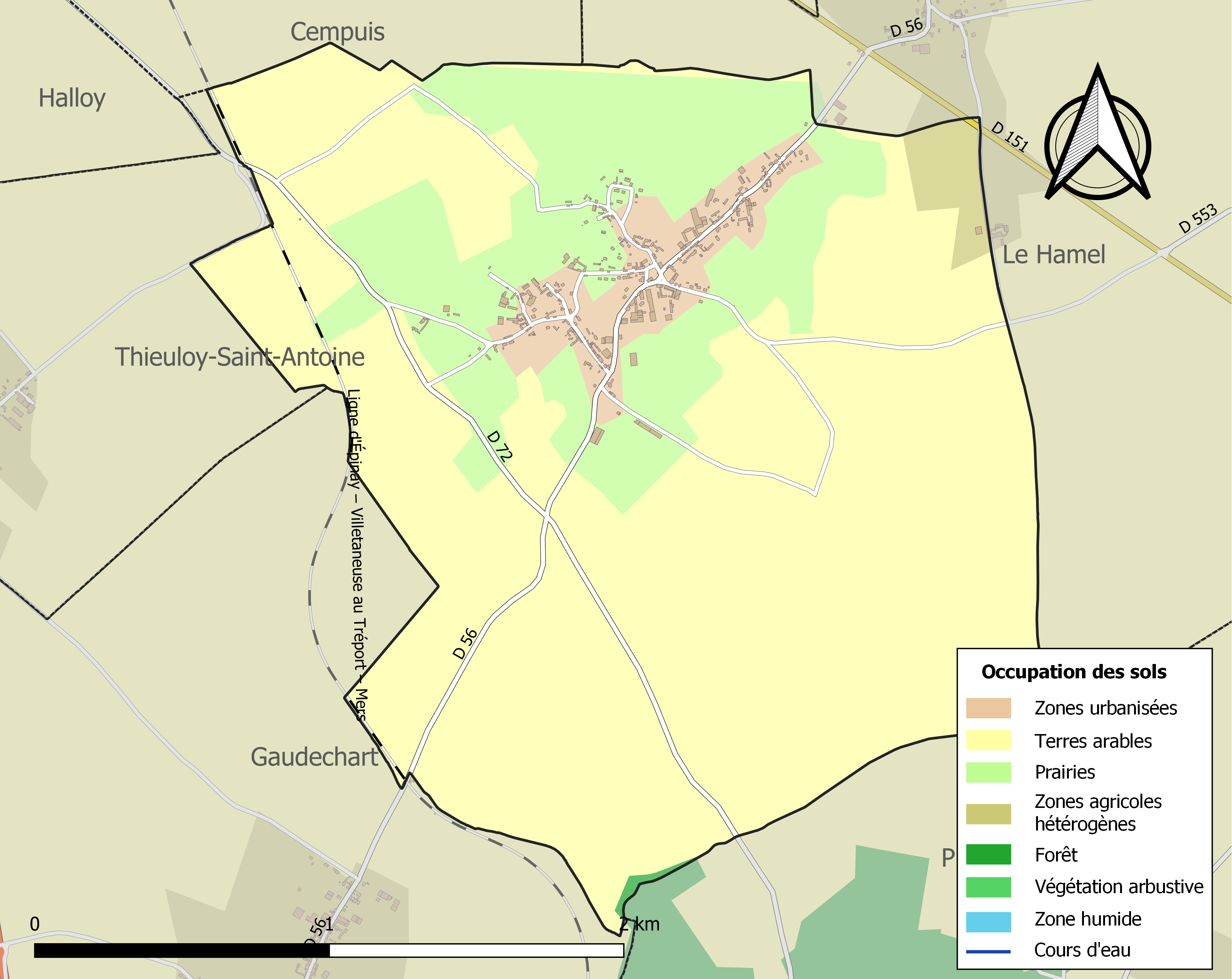
Carte des infrastructures et de l'occupation des sols de la commune en 2018 (CLC).

L'occupation des sols de la commune, telle qu'elle ressort de la base de données européenne d'occupation biophysique des sols Corine Land Cover (CLC), est marquée par l'importance des territoires agricoles (94,3 % en 2018), une proportion identique à celle de 1990 (94,3 %). 
La répartition détaillée en 2018 est la suivante : terres arables (71,5 %), prairies (21,3 %), zones urbanisées (5,5 %), zones agricoles hétérogènes (1,5 %), forêts (0,2 %). 
L'évolution de l'occupation des sols de la commune et de ses infrastructures peut être observée sur les différentes représentations cartographiques du territoire : la carte de Cassini (XVIIIe siècle), la carte d'état-major (1820-1866) et les cartes ou photos aériennes de l'IGN pour la période actuelle (1950 à aujourd'hui).

### Habitat et logement
En 2021, le nombre total de logements dans la commune était de 131, alors qu'il était de 129 en 2016 et de 112 en 2011. 
Parmi ces logements, 86,7 % étaient des résidences principales, 6,3 % des résidences secondaires et 7 % des logements vacants. Ces logements étaient  tous des maisons individuelles. 
Le tableau ci-dessous présente la typologie des logements à Grez en 2021 en comparaison avec celle de l'Oise et de la France entière. Une caractéristique marquante du parc de logements est ainsi une proportion de résidences secondaires et logements occasionnels (6,3 %) supérieure à celle du département (2,4 %) mais inférieure à celle de la France entière (9,7 %). 
| Typologie                                               | Grez | Oise | France entière |
| ------------------------------------------------------- | ---- | ---- | -------------- |
| Résidences principales (en %)                           | 86,7 | 90,5 | 82,2           |
| Résidences secondaires et logements occasionnels (en %) | 6,3  | 2,4  | 9,7            |
| Logements vacants (en %)                                | 7    | 7    | 8,1            |

### Voies de communication et transports
La commune  est aisément accessible depuis l'ex-RN 1.
Le territoire communal est limité au sud-ouest par la ligne d'Épinay - Villetaneuse au Tréport - Mers, mais, depuis la fermeture de la gare de Grez - Gaudechart, la station de chemin de fer la plus proche est celle de Grandvilliers, desservie par des trains TER Hauts-de-France qui effectuent des missions entre les gares de Beauvais, et d'Abancourt ou du Tréport - Mers.
La commune est desservie, en 2023, par les lignes 614, 616, 6103 et 6109 du réseau interurbain de l'Oise.

### Énergie
Un projet d'implantations de 10 éoliennes d'une puissance de 2,3 mégawatts chacune et réparties entre Grez et Le Hamel est mené par l'entreprise Enertrag depuis 2007, malgré l'opposition de certains habitants à l'initiative de l'association Éolienne 60 soutenus par la région Hauts-de-France et sa campagne  intitulée « Stop à l'éolien ». Ceux-ci s'inquiètent en effet du nombre, jugé excessifs, d'éoliennes dans le secteur,,. La cour administrative d'appel de Douai a rejeté le recours de l'association en mai 2022, ouvrant la voie à la réalisation du projet.

## Toponymie
La localité a été désignée sous les noms de Gres en 1259, Saint-Vuinoral de Grez en 1256 , Gré , Gréez (Gressiæ)
De l'oïl grez, gres « roche composée de grains de sable quartzeux ».

## Histoire

### Ancien Régime
Sous l'Ancien Régime, la seigneurie appartenait à l'abbaye de Saint-Germer. On y trouvait une maladrerie.

### Époque contemporaine
La commune de Grez a été créée par ordonnance royale du 4 août 1832, par détachement de celle du Hamel,.
En 1840, la commune possède une école et un terrain de jeu de tamis  garnis le plantations. Le moulin Delaplace y était exploité et la population était essentiellement occupée dans l'agriculture et la fabrication de bas de laine.
Grez a été desservie par la gare de Grez - Gaudechart, sur la ligne d'Épinay - Villetaneuse au Tréport - Mers, qui a été mise en service en 1875 par la compagnie des chemins de fer du Nord. Elle a été fermée en 2007 par la SNCF.

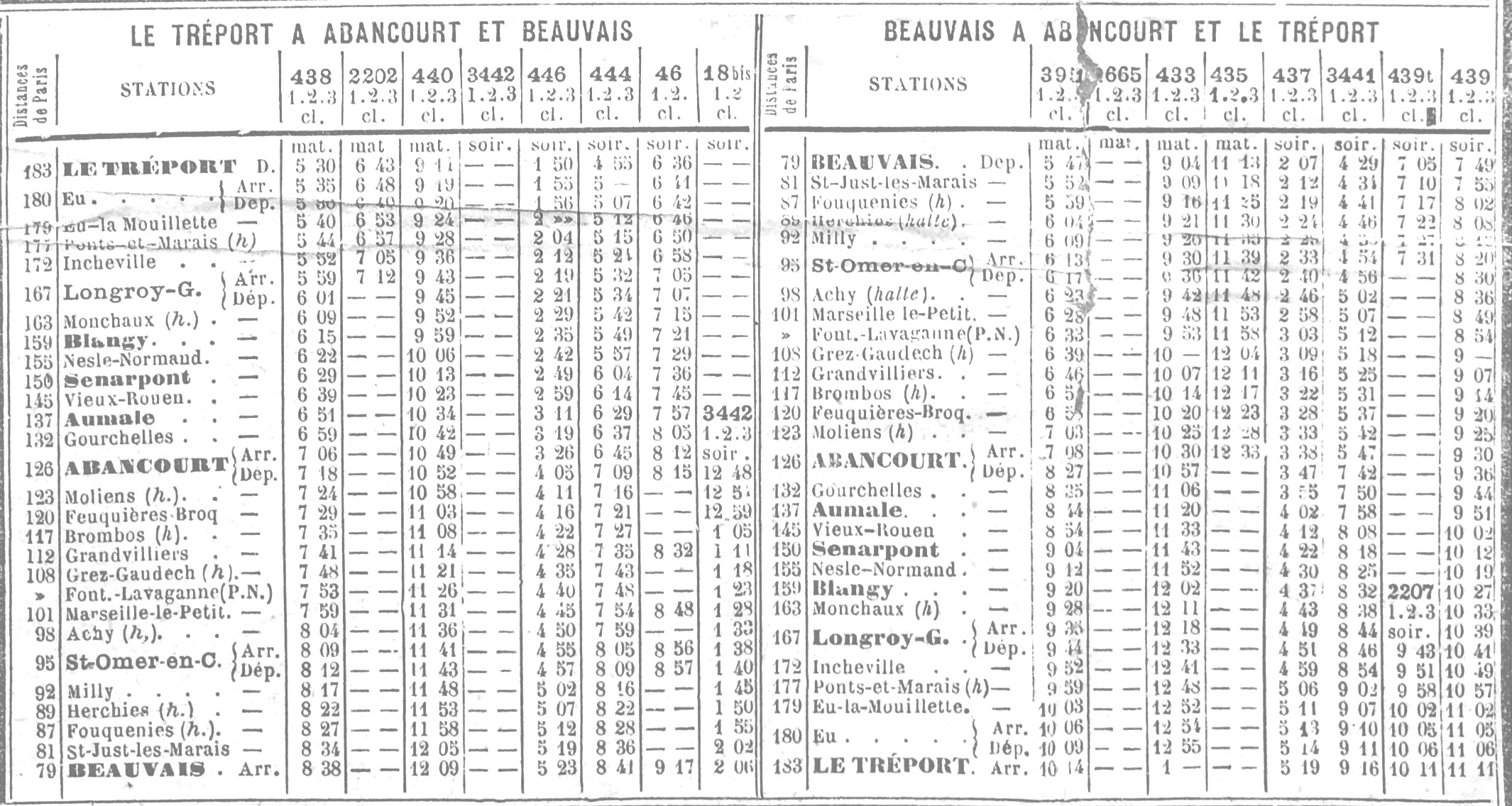
Horaires de la ligne en hiver 1890.

## Politique et administration

### Rattachements administratifs
La commune se trouve dans l'arrondissement de Beauvais du département de l'Oise
Elle faisait partie depuis 1802  du canton de Songeons. Dans le cadre du redécoupage cantonal de 2014 en France, cette circonscription administrative territoriale a disparu, et le canton n'est plus qu'une circonscription électorale.

### Rattachements électoraux
Pour les élections départementales, la commune fait partie depuis 2014 d'un nouveau canton de Grandvilliers, porté de 23 à 101 communes.
Pour l'élection des députés, elle fait partie depuis 2012 de la deuxième circonscription de l'Oise.

### Intercommunalité
Grez est membre de la Communauté de communes de la Picardie Verte, un établissement public de coopération intercommunale (EPCI) à fiscalité propre créé fin 1996 et auquel la commune avait transféré un certain nombre de ses compétences, dans les conditions déterminées par le code général des collectivités territoriales.

### Liste des maires
| Période                                  | Période                   | Identité             | Étiquette | Qualité          |
| ---------------------------------------- | ------------------------- | -------------------- | --------- | ---------------- |
| Les données manquantes sont à compléter. |                           |                      |           |                  |
|                                          |                           |                      |           |                  |
|                                          |                           | A. Gayant            |           |                  |
|                                          |                           |                      |           |                  |
|                                          | 1994                      | Raymond Delaplace    |           | Mort en fonction |
| 1994                                     | 2020                      | Jean-Louis Becquerel |           | agriculteur      |
| mai 2020                                 | En cours (au 6 juin 2023) | Michel Puissant      |           | Agriculteur      |

## Population et société

### Démographie

#### Évolution démographique
L'évolution du nombre d'habitants est connue à travers les recensements de la population effectués dans la commune depuis 1836. Pour les communes de moins de 10 000 habitants, une enquête de recensement portant sur toute la population est réalisée tous les cinq ans, les populations de référence des années intermédiaires étant quant à elles estimées par interpolation ou extrapolation. Pour la commune, le premier recensement exhaustif entrant dans le cadre du nouveau dispositif a été réalisé en 2004.

En 2022, la commune comptait 264 habitants, en évolution de −2,94 % par rapport à 2016 (Oise : +0,87 %, France hors Mayotte : +2,11 %).
| 1836 | 1841 | 1846 | 1851 | 1856 | 1861 | 1866 | 1872 | 1876 |
| ---- | ---- | ---- | ---- | ---- | ---- | ---- | ---- | ---- |
| 595  | 584  | 570  | 531  | 483  | 438  | 391  | 366  | 360  |

| 1881 | 1886 | 1891 | 1896 | 1901 | 1906 | 1911 | 1921 | 1926 |
| ---- | ---- | ---- | ---- | ---- | ---- | ---- | ---- | ---- |
| 355  | 322  | 298  | 287  | 266  | 256  | 255  | 225  | 243  |

| 1931 | 1936 | 1946 | 1954 | 1962 | 1968 | 1975 | 1982 | 1990 |
| ---- | ---- | ---- | ---- | ---- | ---- | ---- | ---- | ---- |
| 240  | 221  | 228  | 230  | 204  | 182  | 156  | 177  | 209  |

| 1999 | 2004 | 2006 | 2009 | 2014 | 2019 | 2022 | - | - |
| ---- | ---- | ---- | ---- | ---- | ---- | ---- | - | - |
| 205  | 216  | 222  | 250  | 270  | 265  | 264  | - | - |

#### Pyramide des âges
La population de la commune est relativement jeune.
En 2018, le taux de personnes d'un âge inférieur à 30 ans s'élève à 36,9 %, soit en dessous de la moyenne départementale (37,3 %). À l'inverse, le taux de personnes d'âge supérieur à 60 ans est de 15,8 % la même année, alors qu'il est de 22,8 % au niveau départemental.
En 2018, la commune comptait 143 hommes pour 124 femmes, soit un taux de 53,56 % d'hommes, largement supérieur au taux départemental (48,89 %).
Les pyramides des âges de la commune et du département s'établissent comme suit.
| Hommes | Classe d’âge | Femmes |
| ------ | ------------ | ------ |
| 0,0    | 90 ou +      | 0,0    |
| 2,1    | 75-89 ans    | 3,3    |
| 12,7   | 60-74 ans    | 13,8   |
| 23,2   | 45-59 ans    | 26,0   |
| 23,2   | 30-44 ans    | 22,0   |
| 18,3   | 15-29 ans    | 13,0   |
| 20,4   | 0-14 ans     | 22,0   |

| Hommes | Classe d’âge | Femmes |
| ------ | ------------ | ------ |
| 0,5    | 90 ou +      | 1,4    |
| 5,5    | 75-89 ans    | 7,6    |
| 15,6   | 60-74 ans    | 16,3   |
| 20,8   | 45-59 ans    | 20     |
| 19,4   | 30-44 ans    | 19,4   |
| 17,6   | 15-29 ans    | 16,2   |
| 20,6   | 0-14 ans     | 19,1   |

## Culture locale et patrimoine

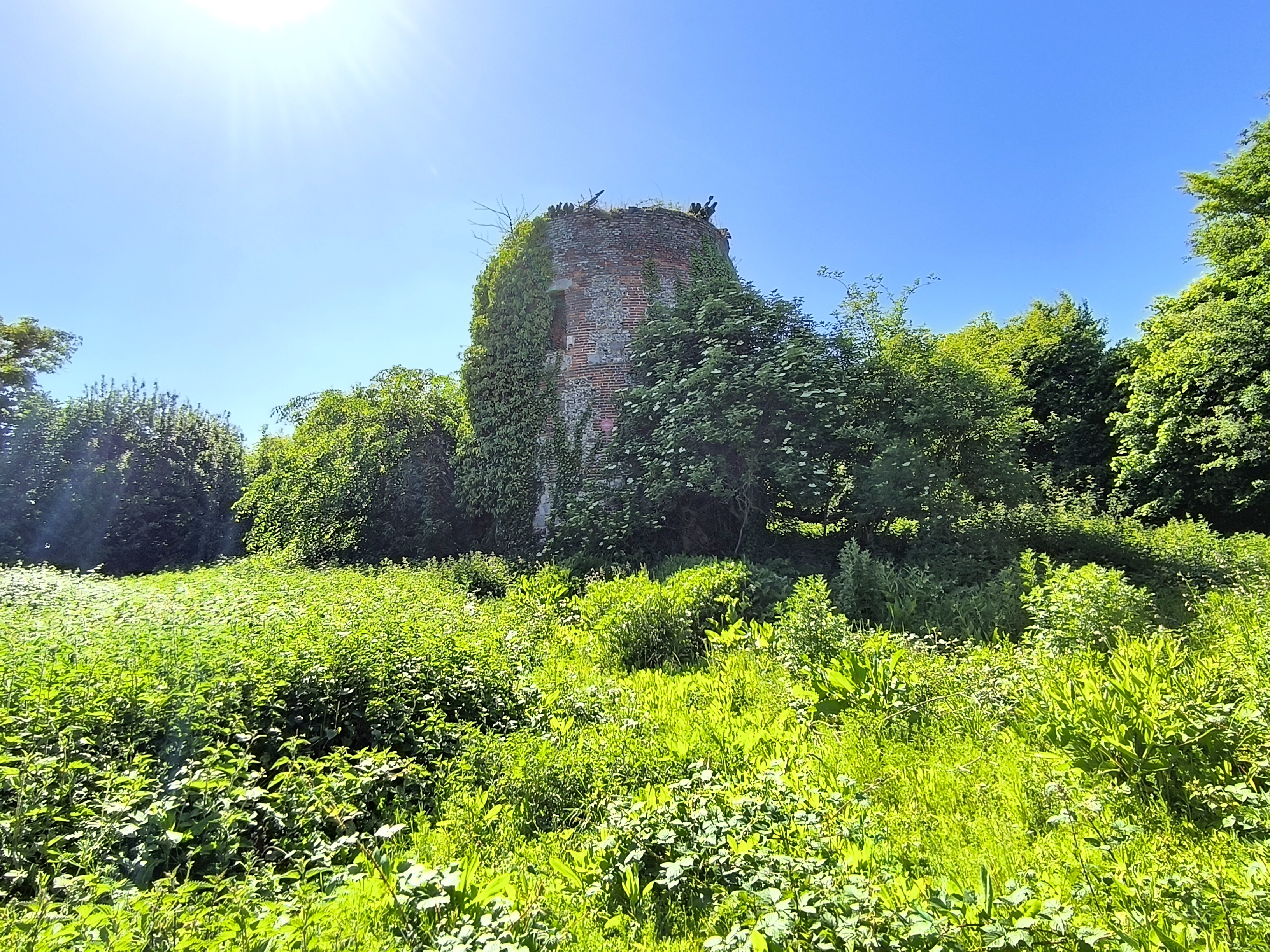
Le moulin Delaplace, noyé dans la végétation.

### Lieux et monuments
- Église Saint-Jean-Baptiste : elle a été construite après l'érection de Grez comme commune, en 1832. C'est un petit édifice en brique d'une grande simplicité en style néo-roman[28].

- Tour ruinée  de l'ancien moulin Delaplace (ou Moulin de pierre), Inscrit MH (2001)[29],  situé en bordure de chemin reliant Thieuloy-Saint-Antoine à Grez, constituée de damier de grès et de silex avec des chaînages de briques, et qui daterait de 1660. C'est le dernier moulin à vent exploité dans l'Oise[30].